# 張翰才
張翰才（1536年—？），字育甫，號龍璧，山西太原府盂縣人，軍籍，明朝政治人物。

## 生平
隆庆元年（1567年）丁卯科山西鄉試第五十五名舉人。隆慶五年（1571年）中式辛未科會試第一百二十三名，三甲第一百零八名進士。刑部觀政，授井陉知县，丁憂歸。萬曆四年（1576年）复除保定府新城县，五年降为河南布政司理问。

## 家族
曾祖張九亨；祖父張通；父張侃，母侯氏。具庆下。兄翰英。弟翰傑。